# Seon Power
Seon Power (né le 2 février 1984 à Trinité-et-Tobago) est un footballeur international trinidadien, qui évolue au poste de défenseur.

## Biographie

### Carrière en club
Il participe à la Ligue des champions de la CONCACAF avec le Joe Public FC.

### Carrière en sélection
Avec l'équipe de Trinité-et-Tobago, il joue 38 matchs officiels, inscrivant deux buts, entre 2007 et 2013. 
Il marque son premier but le 26 janvier 2008, en amical contre Porto Rico (match nul 2-2). Il inscrit son second but le 16 novembre 2012, contre le Suriname, lors des éliminatoires de la Gold Cup 2013 (victoire 3-0).
Il figure dans le groupe des sélectionnés lors des Gold Cup de 2007 et de 2013. Il atteint les quarts de finale de cette compétition en 2013.
Il joue également six matchs comptant pour les tours préliminaires de la coupe du monde 2014.

## Palmarès
Joe Public
| - Championnat de Trinité-et-Tobago (2) : - Champion : 2006 et 2009. - Coupe de Trinité-et-Tobago (2) : - Vainqueur : 2007 et 2009. - Coupe FCB de Trinité-et-Tobago (2) : - Vainqueur : 2008 et 2009. |  | - Coupe Pro Bowl de Trinité-et-Tobago (1) : - Vainqueur : 2009. - Coupe Toyota Classic de Trinité-et-Tobago (2) : - Vainqueur : 2007 et 2009. - CFU Club Championship : - Finaliste : 2007. |